# Lady Saw
Marion Hall (nacida el 12 de julio de 1972 en Saint Mary, Jamaica), más conocida como Lady Saw o "The first Lady of Dancehall", es una cantante de reggae y dancehall jamaicana.
Es la primera deejay en ganar un Grammy.

## Biografía
Marion Hall nació en verano de 1972 en Galina, parroquia de Saint Mary. Con 15 años tomó el nombre de Lady Saw por el deejay jamaicano Tenor Saw, al cual quería emular. En 1994 debutó con el álbum Lover Girl y colaboró con Jermaine Fagan.
A lo largo de su carrera ha colaborado con Sean Paul, Ce'Cile, Beenie Man, Missy Elliott, Eve, Lil' Kim o Foxy Brown entre otros. En 1999, colaboró en el sencillo «Smile» de la cantante estadounidense Vitamin C que logró obtener el disco de oro en los Estados Unidos.
En 2003 fue ganadora de un Grammy a la Mejor interpretación vocal pop de un dúo o grupo con vocalista en la canción «Underneath It All» de No Doubt, en la que participó. Este sencillo logró posicionarse en la tercera ubicación del Billboard Hot 100.
Ha actuado en las películas Dancehall Queen y Made in Jamaica.

## Discografía

### Álbumes
- 1994 Lover Girl
- 1996 Give Me A Reason
- 1997 Passion
- 1998 Raw, the Best of Lady Saw
- 1998 99 Ways
- 2004 Strip Tease
- 2007 Walk Out
- 2009 Extra Raw: The First Lady of Dancehall
- 2010 My Way

### Sencillos
- 1993: Find A Good Man
- 1994: Stab Out The Meat
- 1994: Hardcore
- 1996: Give Me A Reason
- 1996: Life Without Dick
- 1996: Condoms
- 1996: Good Wuk
- 1997: Healing
- 1997: Sycamore Tree
- 1997: Woman Mi Name
- 1998: Gal No Worry
- 1998: Find A Good Man
- 1998: Hice It Up
- 1998: 99 Ways
- 2000: Son of a Bitch (con Marsha)
- 2004: Still Convinced
- 2004: I've Got Your Man
- 2004: Move Your Body
- 2005: Dreaming of You
- 2005: Too Abusive
- 2005: Man Is The Least
- 2005: Loser
- 2007: No Less Than A Woman (Infertility)
- 2007: Chat To Mi Back
- 2007: Me And My Crew (The Rae)
- 2010: Party Till December
- 2012: When Mi Left a Man
- 2012: When Mi See a Gal
- 2012: Life Change (con Lisa Hype)
- 2012: Heels On